# Zymomonas
Genre
Zymomonas est un genre de bactéries de la famille des Sphingomonadaceae et de la classe des Alphaproteobacteria. La plus étudiée des espèces de ce genre est Zymomonas mobilis qui est notamment connue pour gâter la bière et le cidre (maladie du framboisé), ainsi que pour sa fermentation du sucre en éthanol qui la rendent candidate à la production de bioéthanol.